# Pierre Daye
 (juin 2022).
Si vous disposez d'ouvrages ou d'articles de référence ou si vous connaissez des sites web de qualité traitant du thème abordé ici, merci de compléter l'article en donnant les références utiles à sa vérifiabilité et en les liant à la section « Notes et références ».
Pierre Daye, né à Schaerbeek, le 24 juin 1892, et mort à Buenos Aires, le 24 février 1960, est un journaliste, écrivain et chroniqueur belge et une des principales figures du rexisme.

## Biographie
Pierre Daye est né à Schaerbeek le 24 juin 1892. Issu de la grande bourgeoisie catholique, Pierre Daye fait des études de philosophie et lettres aux Facultés universitaires Saint-Louis (où il se lie d’amitié avec Paul Colin), après être passé chez les jésuites du collège Saint-Michel. Sa carrière politique débute dès le lendemain de la Première Guerre mondiale qu’il fait sur l’Yser, puis en Afrique, où il participe aux campagnes de la Force publique en Tanzanie (Avec les vainqueurs de Tabora, 1918). Il est candidat sur les listes d’un mouvement catholique, « Renaissance nationale », avant d’être engagé par Le Soir pour un reportage au Congo, qui paraît en volume sous le titre L'Empire colonial belge en 1923. Comme ce titre le suggère, il est sensible à la dimension conquérante de la colonisation ; on lui doit aussi une étude consacrée à Léopold II (1934), ainsi qu'un roman colonial intitulé Blancs (1928, qui reparaît sous l'occupation en 1943). Vivant luxueusement, Daye parcourt le monde et multiplie les ouvrages et les conférences alors que son homosexualité lui vaut d’être boudé par la bonne société.
Dès 1932 il est déçu par le parlementarisme. La rencontre avec Léon Degrelle lui vaut d’être tête de liste aux élections de 1936. Il est élu au Parlement en 1936, pour l’arrondissement de Bruxelles, et est le premier chef de groupe rexiste à la Chambre. Il y est membre de la commission des colonies. Il quitte le mouvement rexiste en 1939, dégoûté par l’incompétence de ses collègues. En mars 1940, il rallie le parti catholique.
Durant la guerre, bien que collaborant au journal « emboché » Le Nouveau Journal, il se tient à l’écart de l’aventure de la Légion Wallonie. Lors du débarquement allié du 6 juin 1944, il se trouve en Espagne et préfère y rester, y rencontrant le groupe d'exilés français composé notamment d'Abel Bonnard, Georges et Maud Guilbaud et Alain Laubreaux, avant de s’exiler en Argentine. En 1946 il est condamné à mort par fusillade par contumace et déchu de sa qualité de Belge le 24 décembre 1947. Il meurt en 1960 en Argentine.
Une autobiographie inédite (Mémoires, 3 tomes, vers 1955-1960, 1661 p.) est conservée par les Archives et Musée de la littérature à Bruxelles ; la partie publiée en 2017 sous le titre Retour sur un premier voyage de journaliste [au Congo] (1922) suggère que sa sensibilité antisémite et son admiration pour les hommes forts ne sont pas une manifestation tardive : elles apparaissent déjà dans son mépris pour le ministre Louis Franck au début des années 1920.

## Distinctions
- Commandeur de l'ordre du grand-duc Gediminas en 1933 (Lituanie).